# Автошлях E692
Європейський маршрут E 692 — європейська дорога класу B у Грузії, що з’єднує дороги E 60 та E 70, оминаючи чорноморське місто Поті. Автомагістраль E 692 офіційно зареєстрована між містами Батумі та Самтредія та є частиною проекту шосе Схід-Захід у Грузії, великої інвестиції в міжнародне дорожнє сполучення Грузії. У контексті цього проекту вся 57-кілометрова траса S12 на E 692 буде модернізована до стандартів автостради.

## Маршрут
- Грузія: 
  - ს 12: Гріголеті (E70  E97) - Ланчхуті - Самтредія (E60)